# Saanane-Nationalpark
Der Saanane-Nationalpark ist der kleinste Nationalpark Tansanias. Er liegt im Victoriasee nur wenige hundert Meter vor der Küste bei Mwanza.

## Geographie
Der Nationalpark umfasst drei Inseln im südlichsten Bereich des Victoriasees und das umliegende Wassergebiet. Die größte Insel ist Saanane, die zwei kleinen südlich davon liegenden Inseln sind Chankende Kubwa und Chankende Ndogodie.
Der See liegt etwa 1100 Meter über dem Meer. Das Klima ist tropisch mit rund 1000 Millimeter Regen im Jahr. Die Niederschläge fallen hauptsächlich in zwei Regenzeiten mit den Spitzen November/Dezember und Februar bis April. Am trockensten ist es in den Monaten Juni bis September. Die Jahresdurchschnittstemperatur beträgt knapp 23 Grad Celsius, am wärmsten ist der Oktober, am kühlsten ist es im Juli.

## Geschichte
Benannt ist der Park nach Mzee Saanane Chawandi, dem früheren Besitzer der Insel. Im Jahr 1964 wurde auf der Insel der erste Zoo von Tansania gegründet und verschiedene Wildtierarten hierher gebracht. Im Jahr 1991 wurde die Insel zum Wildreservat erklärt. Das Gebiet wurde im Jahr 2013 um zwei kleine Inseln und das dazwischen liegenden Seegebiet erweitert und zum Nationalpark ernannt.

## Biodiversität
Im Park leben Zebras, Impalas, Klippschliefer, Affen, Wasserotter und Wildkatzen sowie die Reptilien Krokodile, Eidechsen, Schildkröten und Schlangen, insbesondere Pythons. Siebzig Vogelarten brüten auf der Insel oder nutzen sie als Raststätte auf ihren Zügen.
| Der Nationalpark ist über Mwanza erreichbar. In Mwanza gibt es einen Flughafen mit Direktflügen nach Daressalam, Arusha und Kigali. Von Mwanza erreicht man die Insel Saanane mit einer Bootsfahrt, die nur fünf Minuten dauert. Durch die Nähe zur Stadt dient die Insel auch als Naherholungsgebiet für die Einheimischen, sodass die Anzahl der inländischen Besucher die der Ausländer übertrifft. Der Besuch des Nationalparks ist das ganze Jahr über möglich. Von November bis März ist die Vogelwelt am vielfältigsten und die Landschaft am grünsten. Juni und August bieten sich für Wildbeobachtungen und Wanderungen an. Im Park gibt es einen öffentlichen Campingplatz und das Wandern über die Insel ist ohne Führer erlaubt. | Die zur Anzeige dieser Grafik verwendete Erweiterung wurde dauerhaft deaktiviert. Wir arbeiten aktuell daran, diese und weitere betroffene Grafiken auf ein neues Format umzustellen. (Mehr dazu) |